# ميشيل هرنانديز
ميشيل هرنانديز هو لاعب كرة قاعدة كوبي، ولد في 12 أغسطس 1978 في هافانا في كوبا.

## وصلات خارجية
- ميشيل هرنانديز على موقع دوري كرة القاعدة الرئيسي (الإنجليزية)
- ميشيل هرنانديز على موقعبيزبول رفرنس.كوم (الدوري الرئيسي) (الإنجليزية)
- ميشيل هرنانديز على موقعبيزبول رفرنس.كوم (الدوري الثانوي) (الإنجليزية)
- ميشيل هرنانديز على موقع إي إس بي إن.كوم (أم.أل.بي) (الإنجليزية)
- ميشيل هرنانديز على موقع مشجعي الرسوم البيانية (الإنجليزية)